# Johan Burk
Johan Frederik Karel Hendrik Jacob Burk (* 11. Mai 1887 in Amsterdam; † im 20. Jahrhundert) war ein niederländischer Ruderer.

## Karriere
Burk nahm 1908 an den Olympischen Spielen in London teil. Im Vierer ohne Steuermann gewann er mit seiner Mannschaft die Bronzemedaille.
1914 zog der Niederländer zunächst in die südafrikanische Provinz Natal, wo er im Eisenbahnbau arbeitete. Anschließend wanderte er in die Vereinigten Staaten aus. Während des Ersten Weltkriegs diente er in der US Army. Danach war er als Angestellter und Buchhalter im New Yorker Stadtbezirk Brooklyn tätig.